# Tercera División de España (Grupo XII)
El Grupo XII de Tercera División de España fue uno de los que conformaban la categoría y la zona que abarcaba a la comunidad autónoma de Canarias.
Para los clubes de esta comunidad fue el cuarto nivel de la Liga Española de Fútbol. Fue la división inmediatamente inferior a la Segunda División B y por encima de la Interinsular Preferente de Las Palmas o de la Interinsular Preferente de Tenerife, según los equipos sean de la provincia de Las Palmas o de la provincia de Santa Cruz de Tenerife respectivamente, por lo que se consideraba la última categoría nacional de liga española.
Este grupo se creó por primera vez en 1945, aunque tuvo una duración muy breve, de solo una sola temporada. Posteriormente fue refundado en 1954 y volvió a desaparecer en 1968. Durante estos periodos la zona de ámbito fue completamente distinta a la actual. En este tiempo era la tercera categoría del fútbol español (la Segunda División B se fundó en 1977).
El grupo reapareció para la temporada 1980-81, cuando esta categoría comenzó a adquirir un carácter autonómico. Desde entonces, han participado equipos de todas las islas canarias. La S.D. Tenisca, de isla de La Palma, es el que lo ha hecho en todas sus temporadas.
El C.D. Mensajero fue el último campeón del Grupo XII de la extinta Tercera División.
Fue sustituido en 2021 por el Grupo XII de la Tercera RFEF, quinto nivel del sistema de ligas de fútbol de España.

## Historia

### Época preautonómica
El Grupo XII de Tercera División se fundó por primera vez en 1946, aunque tuvo una duración muy breve ya que desapareció en 1947 al ser esta una época en la que la categoría variaba continuamente su estructura y el número de grupos que la conformaban. Durante este primer periodo participaron en él conjuntos de las provincias de Almería, Cádiz (incluida Ceuta), Granada y Málaga (incluida Melilla) y del Protectorado Español de Marruecos.
En 1954 volvió a aparecer ya que se amplió de 8 a 16 los grupos que formaban parte de la categoría y su duración fue mayor que en el periodo anterior, aunque las zonas que abarcó durante estos años cambió continuamente. Su segundo periodo comprendió entre 1954 y 1956 y la zona que abarcó fueron las provincias de Almería, Granada, Jaén, Málaga (excepto Melilla) y parte de la de Córdoba. 
Se produjo un intercambio de equipos con los del Grupo XI en 1956, a excepción de la provincia cordobesa que se mantuvo en este último. Se inició un tercer periodo en ese año que duró hasta 1968 y sus participantes fueron los equipos de las provincias de Cádiz, Huelva y Sevilla, aunque en algunas campañas estuvieron participando conjuntos del Campo de Gibraltar y Ceuta de la provincia gaditana y del este y del oeste de la provincia sevillana en otros grupos. En 1968 el grupo volvió a desaparecer al reducirse a ocho los grupos de la categoría.
Aunque se hayan indicado las áreas que correspondían en cada temporada, se debe considerar que durante toda la época preautonómica estas no eran estrictas por lo que existían numerosas excepciones en las que determinados clubes preferían competir en unos grupos o en otros basándose en la cercanía de su localidad con la de otros equipos y no en los límites administrativos.

### Época autonómica
En 1980 se refundó el Grupo XII debido a la gran reestructuración que se comenzó a llevar a cabo para adaptar la Tercera División a la nueva organización territorial de España que se inició en aquellos años, con el objetivo que cada grupo de la categoría tuviese un carácter autonómico. La zona que le correspondió fue la comunidad autónoma de Canarias y continúa en ella hasta 2021.

## Sistema de competición
Esta temporada tuvo un sistema de competición de transición, provocado por la paralización del fútbol no profesional a causa de la pandemia de Coronavirus. La Tercera División sufrió un proceso de transición en el que en la temporada 2021-2022 pasó de ser la cuarta categoría a nivel nacional a ser la quinta, y cambió su denominación a Tercera División RFEF. El lunes 14 de septiembre se confirmaron las bases de competición.
En la Primera Fase participaron veintiún clubes encuadrados en dos subgrupos de diez y once equipos cada uno. Se enfrentaron en cada subgrupo todos contra todos en dos ocasiones -una en campo propio y otra en campo contrario- durante un total de 18 y 22 jornadas respectivamente. El orden de los encuentros se decidió por sorteo antes de empezar la competición. La Federación Canaria de Fútbol fue la responsable de designar las fechas de los partidos y los árbitros de cada encuentro, reservando al equipo local la potestad de fijar el horario exacto de cada encuentro.
Una vez finalizada la Primera Fase los tres primeros clasificados avanzaron a la Segunda Fase para Segunda División RFEF, los clasificados entre la cuarta y sexta posición lo hicieron a la Segunda Fase por la Fase Final para Segunda División RFEF / Play Off de Ascenso a Segunda División RFEF, y el resto disputaron la Segunda Fase por la Permanencia en Tercera División RFEF. Los puntos obtenidos, así como los goles, tanto a favor como en contra, se arrastraron a la siguiente fase, comenzado cada equipo su fase específica con los puntos y goles obtenidos en la Primera Fase.
En la Segunda Fase para Segunda División RFEF participaron seis clubes en un único grupo. Se rescataron los puntos obtenidos en la Primera Fase y se enfrentaron tan solo los equipos que hayan estado en distintos subgrupos en dos ocasiones -una en campo propio y otra en campo contrario- durante un total de 6 jornadas. El orden de los encuentros se decidió por sorteo antes de empezar la Fase. Los dos primeros clasificados ascendieron directamente a la nueva Segunda RFEF, mientras que los otros cuatro equipos disputaron la Fase Final de Eliminatorias a Segunda División RFEF / Play Off de Ascenso a Segunda División RFEF.
En la Segunda Fase por el Play Off de Ascenso a Segunda División RFEF participaron seis clubes en un único grupo. Se rescataron los puntos obtenidos en la Primera Fase y se enfrentaron tan solo los equipos que hayan estado en distintos subgrupos en dos ocasiones -una en campo propio y otra en campo contrario- durante un total de 6 jornadas. El orden de los encuentros se decidió por sorteo antes de empezar la Fase. Los dos primeros clasificados disputaron la Fase Final de Eliminatorias a Segunda División RFEF / Play Off de Ascenso a Segunda División RFEF, mientras que los cuatro primeros participarán en Tercera División RFEF.
En la Segunda Fase por la Permanencia en Tercera División RFEF participaron nueve clubes en un único grupo. Se rescataron los puntos obtenidos en la Primera Fase y se enfrentan tan solo los equipos que hayan estado en distintos subgrupos en dos ocasiones -una en campo propio y otra en campo contrario- durante un total de 10 jornadas. El orden de los encuentros se decidió por sorteo antes de empezar la Fase. Los cinco últimos clasificados descendieron directamente a las ligas interinsulares preferentes de Las Palmas y Tenerife, mientras que los cuatro primeros permanecen en Tercera RFEF.
El ganador de un partido obtuvo tres puntos, el perdedor cero puntos, y en caso de empate hubo un punto para cada equipo. 
Por último la Fase Final de Ascenso a Segunda División RFEF / Play Off de Ascenso a Segunda División RFEF la disputaron seis clubes en formato de eliminatorias a partido único, ejerciendo de local el equipo con mejor clasificación. En la primera ronda compitieron los dos primeros clasificados de la Fase Intermedia y los clasificados en quinta y sexta posición de la Segunda Fase de Ascenso. Los vencedores de esta ronda jugaron la segunda eliminatoria donde se incorporaron los clasificados en tercera y cuarta posición de la Segunda Fase de Ascenso. Los vencedores disputaron una final de la que salió la tercera plaza de ascenso a Segunda División RFEF.

## Temporadas
La última campaña que se ha disputado ha sido la temporada 2020-21, con los siguientes equipos participantes:
Los campeones de cada temporada se exponen en la siguiente tabla:
| Temporada | Equipo                            | Isla          |
| --------- | --------------------------------- | ------------- |
| 1980-81   | U.D. Realejos                     | Tenerife      |
| 1981-82   | U.D. Telde                        | Gran Canaria  |
| 1982-83   | Las Palmas Atlético               | Gran Canaria  |
| 1983-84   | U.D. Güímar                       | Tenerife      |
| 1984-85   | C.D. Mensajero                    | La Palma      |
| 1985-86   | C.D. Maspalomas                   | Gran Canaria  |
| 1986-87   | C.D. Maspalomas                   | Gran Canaria  |
| 1987-88   | C.D. Marino                       | Tenerife      |
| 1988-89   | U.D. Salud                        | Tenerife      |
| 1989-90   | Las Palmas Atlético               | Gran Canaria  |
| 1990-91   | U.D. Realejos                     | Tenerife      |
| 1991-92   | U. D. Las Palmas "B"              | Gran Canaria  |
| 1992-93   | U.D. Realejos                     | Tenerife      |
| 1993-94   | U.D. Orotava                      | Tenerife      |
| 1994-95   | Estrella C.F.                     | Gran Canaria  |
| 1995-96   | C.D. Corralejo (1975-2004)        | Fuerteventura |
| 1996-97   | S.D. Tenisca                      | La Palma      |
| 1997-98   | Universidad LPGC C.F.             | Gran Canaria  |
| 1998-99   | U. D. Las Palmas "B"              | Gran Canaria  |
| 1999-00   | U. D. Las Palmas "B"              | Gran Canaria  |
| 2000-01   | U.D. Lanzarote                    | Lanzarote     |
| 2001-02   | C.D. Corralejo (1975-2004)        | Fuerteventura |
| 2002-03   | U.D. Vecindario                   | Gran Canaria  |
| 2003-04   | Castillo C.F.                     | Gran Canaria  |
| 2004-05   | S.D. Tenisca                      | La Palma      |
| 2005-06   | U.D. Fuerteventura                | Fuerteventura |
| 2006-07   | U. D. Las Palmas "B"              | Gran Canaria  |
| 2007-08   | C. Atlético Granadilla            | Tenerife      |
| 2008-09   | C.D. Tenerife "B"                 | Tenerife      |
| 2009-10   | C.D. Corralejo (2005-2013)        | Fuerteventura |
| 2010-11   | U.D. Lanzarote                    | Lanzarote     |
| 2011-12   | C.D. Marino Playa de Las Américas | Tenerife      |
| 2012-13   | Las Palmas Atlético               | Gran Canaria  |
| 2013-14   | C.D. Atlético Granadilla          | Tenerife      |
| 2014-15   | C.D. Mensajero                    | La Palma      |
| 2015-16   | U.D. Villa de Santa Brígida       | Gran Canaria  |
| 2016-17   | Las Palmas Atlético               | Gran Canaria  |
| 2017-18   | C. D. Tenerife "B"                | Tenerife      |
| 2018-19   | U. D. Tamaraceite                 | Gran Canaria  |
| 2019-20   | C.D. Marino                       | Tenerife      |
| 2020-21   | C.D. Mensajero                    | La Palma      |

## Palmarés
En ambos palmareses solo se tienen en cuenta las campañas en las que el grupo abarca la zona de ámbito actual (Canarias), es decir, a partir de su refundación en la temporada 1980-81.
Los nombres de los clubes que aparecen en cursiva y con una † han desaparecido.

### Palmarés de campeonatos
El palmarés se encuentra actualizado hasta la temporada 2018-19 inclusive.
| Club                          | Campeonatos | Subcampeonatos | Temporadas de los campeonatos                                          | Temporadas de los subcampeonatos                     |
| ----------------------------- | ----------- | -------------- | ---------------------------------------------------------------------- | ---------------------------------------------------- |
| Las Palmas Atlético           | 8           | 6              | 1982-83, 1989-90, 1991-92, 1998-99, 1999-00, 2006-07, 2012-13, 2016-17 | 1985-86, 1986-87, 1988-89, 2007-08, 2009-10, 2010-11 |
| U.D. Realejos                 | 3           | 0              | 1980-81, 1990-91, 1992-93                                              |                                                      |
| C.D. Mensajero                | 3           | 5              | 1984-85, 2014-15, 2020-21                                              | 1983-84, 1990-91, 1991-92, 2017-18, 2018-19          |
| C.D. Tenerife "B"             | 3           | 2              | 1988-89, 2008-09, 2017-18                                              | 1994-95, 1996-97                                     |
| C.D. Marino                   | 3           | 1              | 1987-88, 2011-12, 2019-20                                              | 2013-14                                              |
| S.D. Tenisca                  | 2           | 4              | 1996-97, 2004-05                                                       | 2000-01, 2008-09, 2011-12, 2019-20                   |
| C.D. Corralejo (1975-2004) †  | 2           | 3              | 1995-96, 2001-02                                                       | 1989-90, 1993-94, 1997-98                            |
| U.D. Lanzarote                | 2           | 3              | 2000-01, 2010-11                                                       | 2014-15, 2015-16                                     |
| C.D. Atlético Granadilla      | 2           | 1              | 2007-08, 2013-14                                                       | 2012-13                                              |
| C.D. Maspalomas               | 2           | 0              | 1985-86, 1986-87                                                       |                                                      |
| U.D. Telde                    | 1           | 2              | 1981-82                                                                | 1980-81, 1984-85                                     |
| U.D. Orotava                  | 1           | 2              | 1993-94                                                                | 1998-99, 1999-00                                     |
| Castillo C.F.                 | 1           | 2              | 2003-04                                                                | 2001-02, 2002-03                                     |
| U.D. Güímar †                 | 1           | 1              | 1983-84                                                                | 1981-82                                              |
| Estrella C.F.                 | 1           | 0              | 1994-95                                                                |                                                      |
| Universidad LPGC C.F. †       | 1           | 0              | 1997-98                                                                |                                                      |
| U.D. Vecindario               | 1           | 0              | 2002-03                                                                |                                                      |
| U.D. Fuerteventura †          | 1           | 0              | 2005-06                                                                |                                                      |
| C.D. Corralejo (2005-2013) †  | 1           | 0              | 2009-10                                                                |                                                      |
| U.D. Villa de Santa Brígida   | 1           | 0              | 2015-16                                                                |                                                      |
| U.D. Tamaraceite              | 1           | 0              | 2018-19                                                                |                                                      |
| C.D. Laguna                   | 0           | 2              |                                                                        | 1992-93, 2005-06                                     |
| C.D. Raqui San Isidro         | 0           | 2              |                                                                        | 2004-05, 2006-07                                     |
| C.D. Puerto Cruz              | 0           | 1              |                                                                        | 1982-83                                              |
| C.F. Unión Marina             | 0           | 1              |                                                                        | 1987-88                                              |
| U.D. La Pared †               | 0           | 1              |                                                                        | 1995-96                                              |
| C.D. Villa de Santa Brígida † | 0           | 1              |                                                                        | 2003-04                                              |
| U.D. San Fernando             | 0           | 1              |                                                                        | 2016-17                                              |
| C.F. Panadería Pulido         | 0           | 1              |                                                                        | 2020-21                                              |

El criterio de clasificación del Palmarés de campeonatos es el siguiente: 1º: Número de campeonatos; 2º: Número de subcampeonatos; 3º: Temporada más antigua en conseguir el campeonato; 4º: Temporada más antigua en conseguir el subcampeonato.

### Palmarés de clasificaciones para el ascenso
El palmarés se encuentra actualizado hasta la temporada 2018-19 inclusive.
Las temporadas que están indicadas en negrita son aquellas en las que los clubes lograron un ascenso a Segunda División B; y en aquellas temporadas en las que aparezca un * al lado de donde se indica la posición, no hubo promoción de ascenso, por lo que los clubes ascendieron directamente.
| Club                           | Clasificaciones para el ascenso | Ascensos | TemporadasPosición |
| ------------------------------ | ------------------------------- | -------- | --- |
| Las Palmas Atlético            | 20                              | 5        | 1982-831, 1985-862, 1986-871*, 1989-901*, 1991-921, 1993-943, 1995-964, 1997-983, 1998-991, 1999-001, 2000-013, 2002-034, 2006-071, 2007-082, 2009-102, 2010-112, 2011-123, 2012-131, 2015-163, 2016-171 |
| C.D. Mensajero                 | 9                               | 2        | 1983-842, 1984-851, 1990-912, 1991-922, 2008-094, 2013-143, 2014-151, 2017-182, 2018-192 |
| C.D. Tenerife "B"              | 9                               | 3        | 1988-891*, 1994-952, 1996-972, 2002-033, 2008-091, 2010-113, 2013-144, 2017-181, 2018-194 |
| S.D. Tenisca                   | 8                               | 0        | 1993-944, 1996-971, 2000-012, 2003-044, 2004-051, 2008-092, 2011-122, 2015-164 |
| U.D. Telde                     | 8                               | 1        | 1980-812, 1981-821, 1984-852, 1986-873*, 1992-933, 1998-994, 2001-024 |
| U.D. Lanzarote                 | 7                               | 2        | 1997-984, 1998-993, 2000-011, 2010-111, 2014-152, 2015-162, 2017-184 |
| Castillo C.F.                  | 6                               | 1        | 1999-004, 2001-022, 2002-032, 2003-041, 2007-084, 2008-093 |
| U.D. Orotava                   | 6                               | 0        | 1991-923, 1992-934, 1993-941, 1994-953, 1998-992, 1999-002 |
| C.D. Corralejo (1975-2004) †   | 5                               | 2        | 1990-912, 1993-942, 1995-961, 1997-982, 2001-021 |
| C.D. Marino                    | 5                               | 2        | 1987-881*, 2009-104, 2011-121, 2013-142, 2014-153 |
| C.D. Atlético Granadilla       | 5                               | 0        | 2005-064, 2007-081, 2010-114, 2012-132, 2013-141 |
| U.D. Realejos                  | 4                               | 2        | 1980-811, 1990-911, 1992-931, 1995-963 |
| C.D. Maspalomas                | 4                               | 2        | 1985-861, 1986-871*, 1990-914, 1996-973 |
| C.D. Laguna                    | 4                               | 0        | 1992-932, 2003-043, 2004-053, 2005-062 |
| U.D. Villa de Santa Brígida    | 3                               | 2        | 2006-073, 2015-161, 2016-173 |
| C.D. Raqui San Isidro          | 3                               | 2        | 2000-014, 2004-052, 2006-072 |
| U.D. Vecindario                | 2                               | 2        | 1999-003, 2002-031 |
| U.D. Fuerteventura †           | 2                               | 1        | 2005-061, 2006-074 |
| U.D. Pájara-Playas de Jandía † | 2                               | 1        | 1996-974, 2009-103 |
| C.D. Orientación Marítima      | 2                               | 1        | 2004-054, 2005-063 |
| U.D. Güímar †                  | 2                               | 0        | 1981-822, 1983-841 |
| Estrella C.F.                  | 2                               | 0        | 1994-951, 2012-133 |
| C.D. Villa de Santa Brígida †  | 2                               | 0        | 2001-023, 2003-042 |
| U.D. Gáldar †                  | 2                               | 0        | 1991-924, 2007-083 |
| U.D. San Fernando              | 2                               | 0        | 2016-172, 2017-183 |
| C.F. Unión Viera               | 2                               | 0        | 2012-134, 2018-193 |
| Universidad LPGC C.F. †        | 1                               | 1        | 1997-981 |
| C.D. Corralejo (2005-2013) †   | 1                               | 0        | 2009-101 |
| U.D. La Pared †                | 1                               | 0        | 1995-962 |
| C.D. Vera                      | 1                               | 0        | 2011-124 |
| R. Sporting San José           | 1                               | 0        | 2014-154 |
| U.D. Ibarra                    | 1                               | 0        | 2016-174 |
| U.D. Tamaraceite               | 1                               | 0        | 2018-191 |

El criterio de clasificación del Palmarés de clasificaciones para el ascenso es el siguiente: 1º: Número de clasificaciones para el ascenso; 2º: Número de ascensos; 3º: Número de primeros puestos con clasificación para el ascenso; 4º: Número de segundos puestos con clasificación para el ascenso; 5º: Número de terceros puestos con clasificación para el ascenso; 6º: Número de cuartos puestos con clasificación para el ascenso; 7º: Temporada más antigua en conseguir una clasificación.